# Hans Schaffner
 (août 2021).
Si vous disposez d'ouvrages ou d'articles de référence ou si vous connaissez des sites web de qualité traitant du thème abordé ici, merci de compléter l'article en donnant les références utiles à sa vérifiabilité et en les liant à la section « Notes et références ».
Pour les articles homonymes, voir Schaffner.
Hans Schaffner, né le 16 décembre 1908 à Interlaken (originaire de Gränichen) et mort le 26 novembre 2004, est une personnalité politique suisse, membre du Parti radical-démocratique (PRD).
Il est conseiller fédéral de 1961 à 1969, à la tête du Département de l'économie publique.

## Biographie

### Fonctionnaire fédéral
Juriste, il travaille à l'Office fédéral suisse de l'industrie, des arts et métiers et du travail à partir de 1938. Il devient chef de l'Économie de guerre en 1941. En 1946, il entre à la Division du commerce dont il devient le directeur en 1954.
Il joue un rôle marquant dans la création de l'Association européenne de libre-échange (AELE) en 1958, qui regroupait sept pays non membres de la Communauté économique européenne.
Candidat soutenu par les radicaux et les agrariens au Conseil fédéral le 17 décembre 1959, il n'est pas élu car le Parlement préfère un second socialiste à un troisième radical.

### Conseiller fédéral
C'est le 15 juin 1961 qu'il réussit son élection au gouvernement, devenant le 77e conseiller fédéral de l'histoire[réf. nécessaire]. Il se voit confier la direction du Département fédéral de l'économie publique. Il fait entrer à ce titre la Suisse dans l'Accord général sur le commerce et les tarifs douaniers en 1966. La même année, il préside la Confédération Suisse.
Son action le conduit également à proposer des mesures en faveur de l'agriculture, à mettre sur pied une nouvelle loi sur le travail et à faire adopter les arrêtés anti-surchauffe destinés à lutter contre une croissance trop rapide génératrice d'inflation. Il quitte le Conseil fédéral le 31 janvier 1970.

### Retraite
Pendant sa retraite, il est administrateur de diverses sociétés (Sandoz, Rieter, Câbleries et tréfileries de Cossonay). Il laisse la réputation d'un robuste négociateur familier de l'OECE devenue OCDE, du GATT et de l'AELE.